# محافظة الجموم
محافظة الجموم إحدى محافظات إمارة منطقة مكة المكرمة في غرب المملكة العربية السعودية، تقع في الشمال الغربي من مكة المكرمة وتبعد عن مكة مسافة 25 كيلو متر من خط سفلته سريع وعن جدة 72 كيلو متر من خط سفلة سريع، ويحد المحافظة من الشرق جبال الضيق وتنتهي بسلسلة جبال سرر كما يحدها شرقا قرية أبي عروة والبراقة إلى حدود قرية أبي شعيب غربا، ويبلغ عدد سكانها  (89,575) نسمة حسب تعداد السعودية 2022. ومساحتها 1000 كيلو متر مربع، ويوجد بها آثار تاريخية ومزارع وآبار وعيون مائية كما يوجد بها جميع المرافق الحكومية، وتقع المحافظة على طريق الحرمين الشريفين السريع وعلى الطريق التجاري الذي يربط الطائف والرياض والمنطقة الشرقية بميناء جدة الإسلامي.

## السكان
- بلغ عدد سكان محافظة الجموم (89,575) نسمة حسب تعداد السعودية 2022، عدد السعوديين (66,298) نسمة، وعدد غير السعوديين (23,277) نسمة.[5]
- تعد محافظة الجموم شبه خالية من التجمعات العمرانية في أجزاء كبيرة منها وخاصة المناطق التي تشغلها الحرات في شرق ووسط المحافظة، وتضم المحافظة تسعة مراكز إدارية ويجتذب مركز الجموم حوالي 55% من إجمالي سكان المحافظة ويتوزع باقي السكان على المراكز الإدارية الأخرى بنسب متفاوتة حيث تشكل الجموم ما نسبته 54.9% من إجمالي سكان المحافظة، في حين تشكل عسفان 15.9% من إجمالي السكان، وتشكل مدركة نسبة 7.9% من اجمالي السكان، أما هدى الشام فتشكل 6.8%، أما مراكز رهاط فتشكل 4.3%، و بني مسعود (الفوارة) 0.9%، وعين شمس 5.0%، والريان 2.0%، والقفيف 2.3%.[6]

## المراكز والقرى التابعة للمحافظة
1. مركز عسفان
2. مركز مدركة
3. مركز هدى الشام
4. مركز رهاط
5. مركز الفوارة
6. مركز عين شمس
7. مركز الريان
8. مركز القفيف
9. قرية أبي عروة
10. قرية الخيف
11. قرية أبي شعيب
12. قرية خزاعة
13. قرية دف زيني
14. قرية البرابر
15. قرية المزاميم
16. قرية الجبل
17. قرية الحميمة
18. قرية صمد
19. قرية المرشدية
20. قرية النويدره
21. قرية الغزيات
22. قرية الدوح
23. قرية النزهة
24. قريه البرزة
25. قريه النخيل